# L'isola dei morti (Rachmaninov)
L'isola dei morti, Op. 29 (in russo Остров мёртвых?) è un poema sinfonico composto da Sergej Vasil'evič Rachmaninov nei primi tre mesi del 1909, ispirato all'omonimo dipinto del pittore Arnold Böcklin, che ne realizzò cinque versioni tra il 1880 ed il 1886.

## Storia della composizione
L'opera fu composta nel periodo in cui Rachmaninov viveva a Dresda e fu ispirata da una riproduzione in bianco e nero della quarta versione del dipinto L'isola dei morti (ne esistono cinque differenti versioni realizzate tra il 1880 ed il 1886) del pittore simbolista svizzero Arnold Böcklin. A tal proposito Rachmaninov affermò:
L'opera fu terminata con gli ultimi ritocchi il 17 aprile dopo che il compositore rientrò a Mosca e dedicata all'amico Nikolaj Struve; fu eseguita per la prima volta il 19 aprile (1 maggio) 1909 alla Sala della Filarmonica di Mosca diretta dallo stesso Rachmaninov.

## Struttura della composizione
Gli imponenti scogli dell'isola, i cipressi rivolti verso il cielo, l'ingresso da cui si entra ma non si esce, le cupe acque su cui naviga la barca con la bara di colui che ha reso l'anima a Dio, tutto ciò suggeriva l'ispirazione per un soggetto particolarmente congeniale all'estro creativo di Rachmaninov. Ad una sua amica, la scrittrice Marietta Šaginjan, con la quale mantenne un lungo rapporto epistolare, Rachmaninov rivelò che i colori luminosi e gioiosi non gli riuscivano con facilità.
Il movimento dei remi del traghettatore è riecheggiato fin dall'inizio del poema sinfonico nella regolare ripetizione di una figura di 5/8 affidata all'arpa e agli archi nel registro basso; dal tessuto sonoro oscuro e terrificante emergono sprazzi del Dies irae, che si ripresenta con maggiore evidenza nella successiva sezione del poema. Il Dies irae, sequenza della liturgia cattolica, la cui melodia è costruita con piccoli intervalli e che sembra presentare numerose affinità ideali con un edificio romanico, non viene mai citato per intero da Rachmaninov, ma come un breve inciso, al fine di accentuare la sensazione di atmosfera fatale. La grande maestria del musicista, frutto del suo talento non solo di compositore e pianista virtuoso, ma anche di direttore d'orchestra acuto e sensibile, è resa evidente dalla configurazione sonora davvero impressionante dell'acqua, della sua dinamica staticità e della sua eterna, irrequieta imperturbabilità ed indifferenza. Le sue onde fanno oscillare la barca dei morti ed i pedali prolungati evidenziano la sensazione di ineluttabile calma. Poco per volta la tensione si accresce e la tonalità modula da la minore a mi minore. Allorché la barca, come appare nel dipinto di Böcklin, è giunta in prossimità dell'ingresso nell'isola, la tetra figura in 5/8 cede momentaneamente il passo ad un tema più luminoso dei violini e del flauto, il “tema della vita”, come lo definiva il compositore russo, che rappresenta il desiderio dell'anima di volgersi indietro alle gioie ed ai piaceri della vita terrena. A tal proposito, Rachmaninov scrisse al celebre direttore d'orchestra Leopold Stokowski: "Deve creare un forte contrasto rispetto al resto della composizione - deve essere più veloce, più nervoso e con una maggiore carica emotiva […]. Finora ha dominato la morte, ma d'ora in poi è la vita a dominare". Ma tale elemento, estraneo al soggetto del quadro, non dura a lungo; dall'ultimo viaggio non vi è ritorno: il Dies irae torna ad avere il sopravvento sul tema della vita. Una volta depositata la bara nell'isola, il traghettatore riprende a remare sul mare dell'oblio nella misura di 5/8 e il poema si conclude nella stessa atmosfera di inesorabile tristezza dell'inizio.

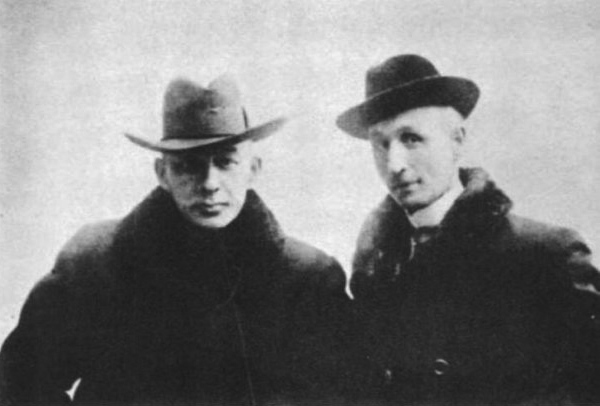
Rachmaninov (a sinistra) con l'amico Nikolaj Struve a cui è dedicata la composizione. Foto del 1918.

## Cinema
L'isola dei morti accompagna gran parte delle scene drammatiche del film di Marco Bellocchio "Rapito" del 2023.